# Nenngröße H0

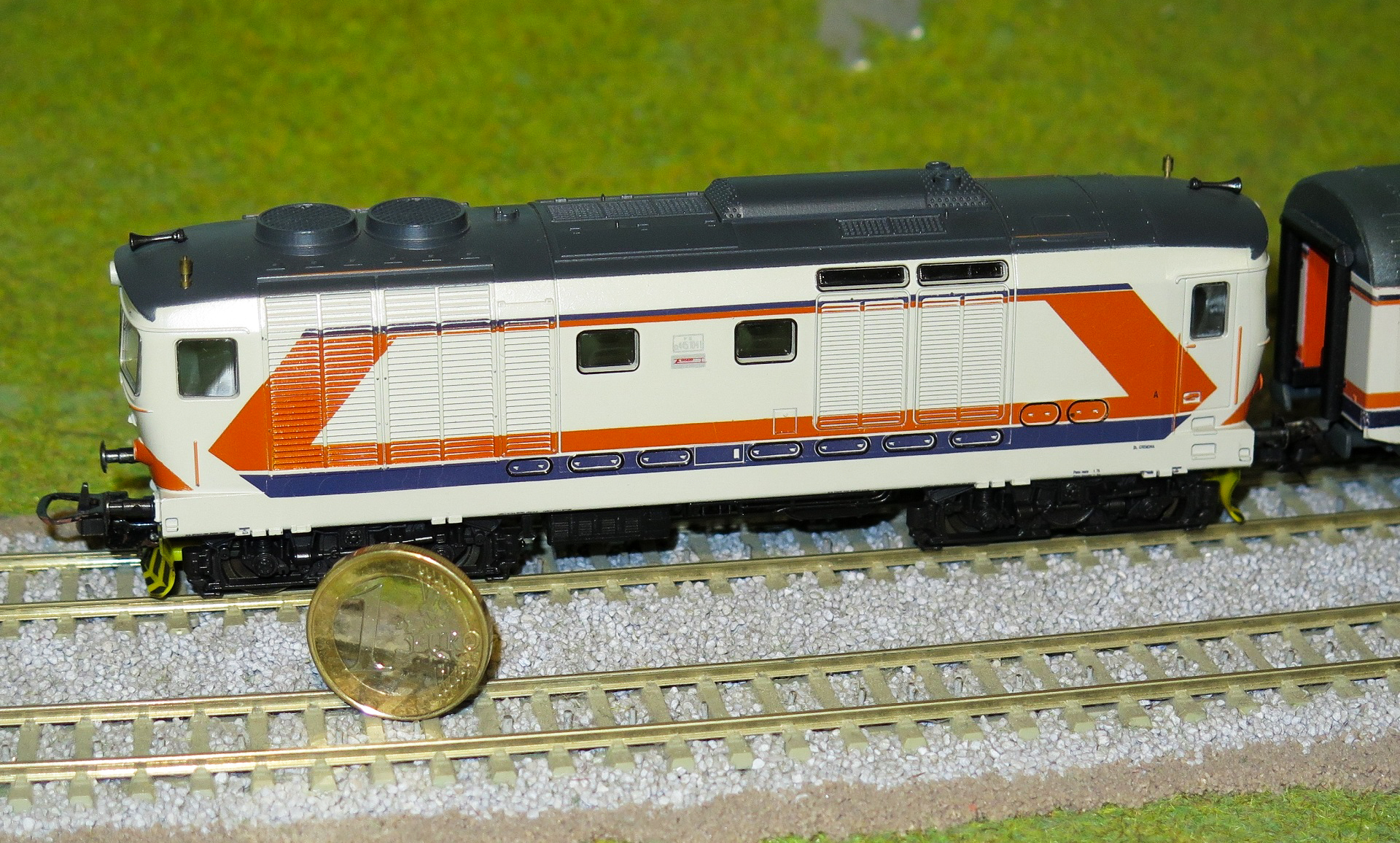
Größenvergleich einer Modelleisenbahn-Diesellokomotive im Maßstab 1:87 mit einer Euromünze

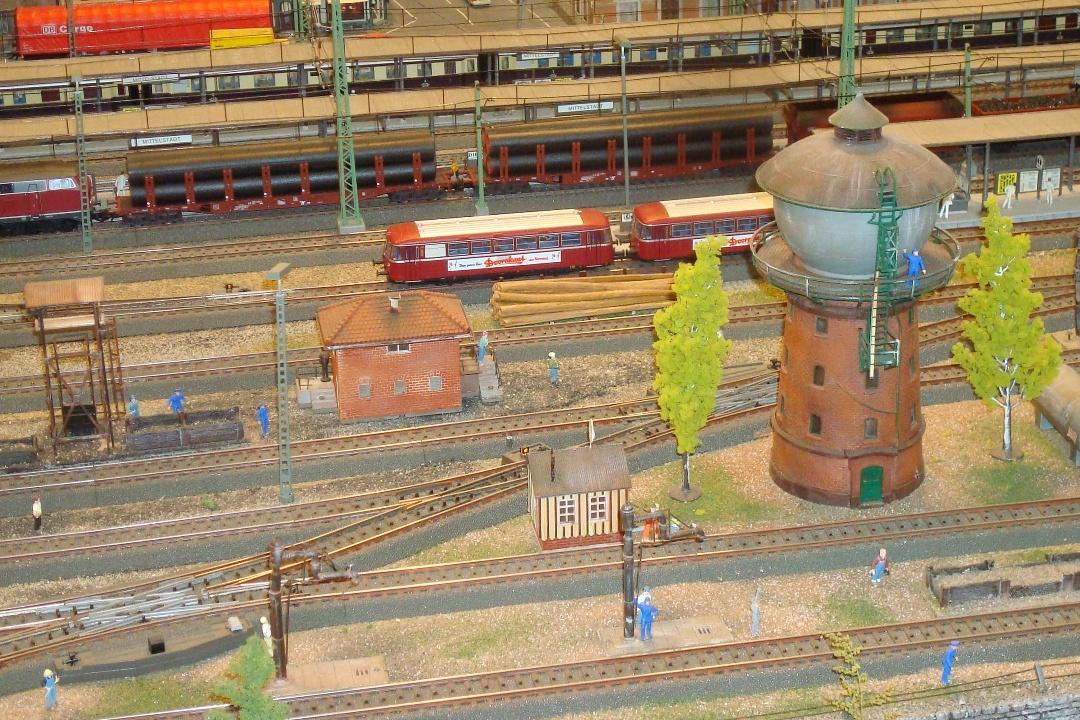
Märklin Mittelleiter-Gleissystem auf einer Ausstellungsanlage, 2009

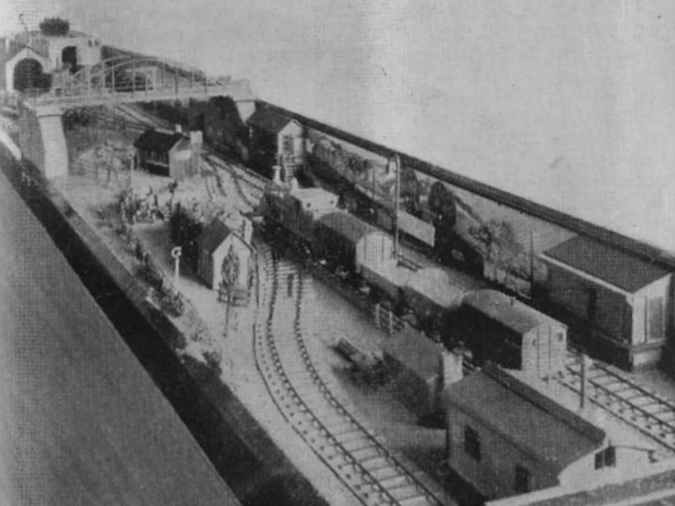
Erste Modelleisenbahnanlagen in der heutigen Spur H0, 1926

Die Nenngröße H0 ist eine Baugröße für Modelleisenbahnen. Sie ist in Großbritannien auch unter dem Begriff 3,5 mm scale bekannt. Die Mitte der 1920er Jahre entstandene Nenngröße hat infolge geschichtlich und regional unterschiedlicher Entwicklung der Normung unterschiedliche Maßstäbe: In Kontinentaleuropa und in Nordamerika 1:87, in Japan historisch gesehen 1:80, heute aber auch 1:87. Historisch bedingt existiert in Großbritannien an Stelle der Nenngröße H0 die Nenngröße 00 im Maßstab 1:76, die auch unter dem Begriff 4 mm scale bekannt ist.
In der Nenngröße H0 wird in Europa und Nordamerika beispielsweise die Normalspur mit einer Vorbild-Spurweite von 1435 mm mit einer Modell-Spurweite von 16,5 mm wiedergegeben und als Spur H0 bezeichnet. In Japan aber wird sowohl die Normalspur wie auch die Kapspur mit einer Vorbild-Spurweite von 1067 mm mit einer Modell-Spurweite von 16,5 mm wiedergegeben und als Spur H0 bezeichnet.
H0 ist die Abkürzung für Halb-Null. Die Modelle sind damit halb so groß wie die der Nenngröße 0, sie liegen bezüglich der Baugröße zwischen der Nenngröße TT mit einem Maßstab von 1:120 und der Nenngröße S mit einem Maßstab von 1:64.

## Geschichte

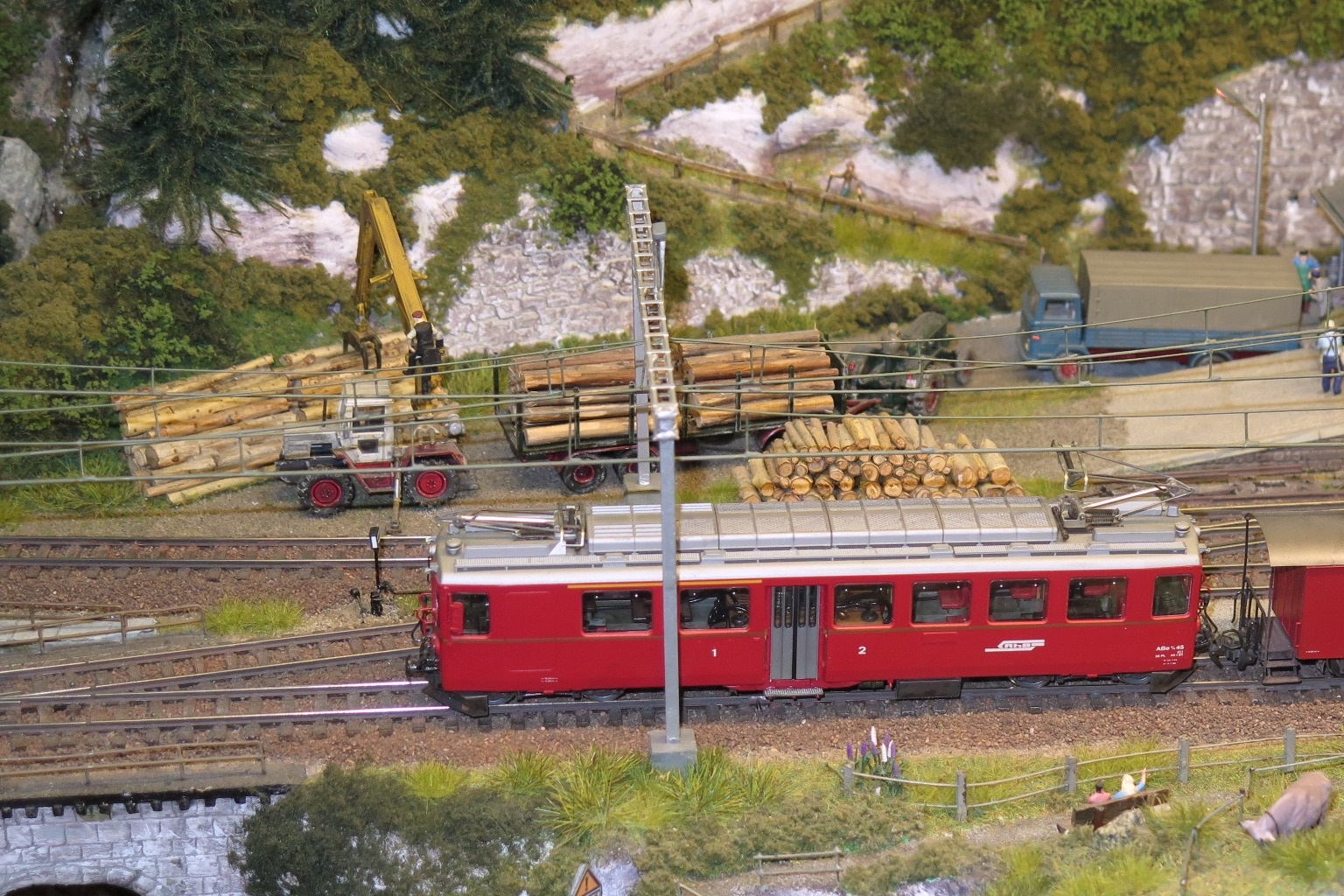
Ausschnitt einer Modelleisenbahnanlage der Rhätischen Bahn (RhB) in der Spur H0m

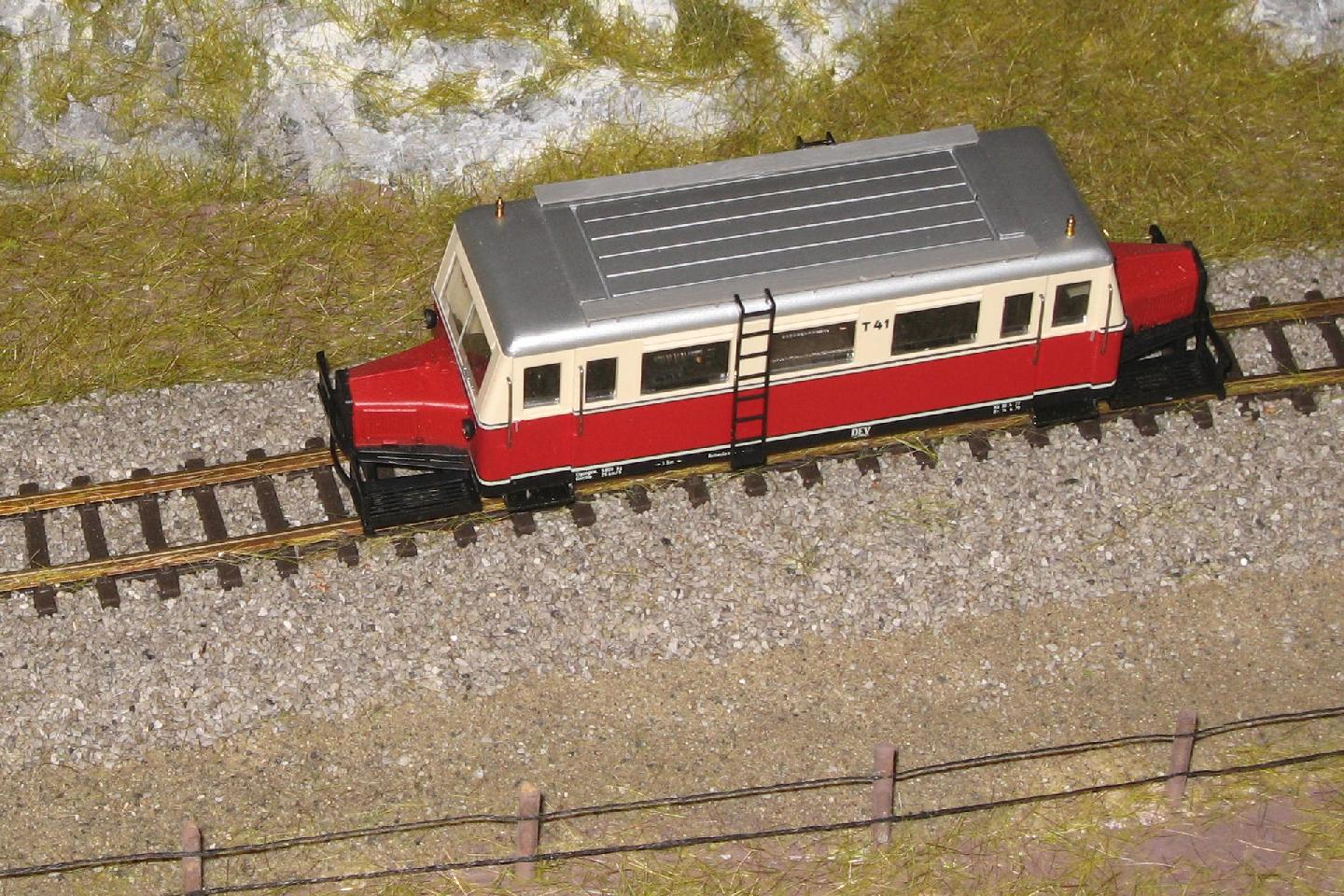
Ausschnitt eines Dioramas mit einem Wismarer Schienenbus in der Spur H0m

### Nenngröße H0 und Spur H0
Ende des 19. Jahrhunderts wurde für Modelleisenbahnen die Nenngröße 0 (gesprochen: Nenngröße Null) eingeführt. Die Normalspur mit einer Vorbild-Spurweite von 1435 mm weist dabei eine Modell-Spurweite von 32 mm zwischen den Schienenköpfen auf. In Kontinentaleuropa beträgt der Maßstab meist 1:45, in Großbritannien und Frankreich meist 1:43,5 und in Nordamerika 1:48.
Bereits vor dem Ersten Weltkrieg hatten die Herren Wenman Joseph Bassett-Lowke und Henry Greenly in Großbritannien die Idee, eine Modelleisenbahn zu bauen, die nur halb so groß war wie die Spur 0, sodass sie auf einen Tisch passen würde und andererseits die Herstellungskosten senken sollte. Noch 1914 fragte das britische Modelleisenbahn-Handelsunternehmen Bassett-Lowke den deutschen Spielzeughersteller Bing, ob eine entsprechende Miniatur-Eisenbahn machbar sei. Der Erste Weltkrieg (1914–1918) verhinderte jedoch die schnelle Realisierung.
Aus diesen Bestrebungen heraus wurden die Vorläufer der heutigen Nenngröße H0 entwickelt.
Die Normalspur mit einer Vorbild-Spurweite von 1435 mm weist dabei heute eine Modell-Spurweite von 16,5 mm auf. Der Maßstab beträgt 1:87. Nach dem Zweiten Weltkrieg löste die Nenngröße H0 die Marktdominanz der Nenngröße 0 ab und wurde selbst zur marktdominierenden Spurweite.
Unter Vernachlässigung einiger Details kann heute die Nenngröße H0 als die halbe Nenngröße 0 bezeichnet werden, wobei zu beachten ist, dass anfänglich die Nenngröße H0 mit Nenngröße 00 bezeichnet war. Die Bezeichnung der Nenngröße 00 gibt es noch heute und hat sich in England mit einem anderen Maßstab zum Standard anstelle der Nenngröße H0 weiterentwickelt. Die Normalspur mit einer Vorbild-Spurweite von 1435 mm weist dort eine Modell-Spurweite von ebenfalls 16,5 mm auf; der Maßstab beträgt dort aber 1:76,2.
Bereits ab 1922 hatte die Firma Bing in Nürnberg für einige Jahre eine „Tischbahn“ auf Blechböschungsgleis mit der Spurweite von 16,0 mm herausgebracht. Diese Bahn gab es zuerst mit Uhrwerkantrieb, ab 1924 mit elektrischem Antrieb.
Zur Leipziger Frühjahrsmesse 1935 wurde mit dem Trix Express eine elektrische Tischeisenbahn ebenfalls mit Spurweite von 16,0 mm vorgestellt, die damals erstmals als Nenngröße 00 (gesprochen Null-Null) bezeichnet wurde. Märklin folgte mit seiner Tischeisenbahn in der Nenngröße 00 zur Leipziger Herbstmesse 1935. Der Blechspielzeugersteller Kibri stellte Gebäude und Zubehör in hierzu passender Größe vor.
TRIX Express bot ein Dreischienen-Dreileiter-Gleis auf Bakelitkörper an, das erstmals einen unabhängigen Zweizugbetrieb auf einem Gleis ermöglichte. Trix nannte seinerzeit noch den Maßstab 1:90. Das mehr als zehn Jahre nach der Bing-Tischbahn erschienene Märklin-Gleis auf Blechkörper in der Nenngröße 00 hatte ein ähnliches Aussehen wie das vorangegangene Binggleis. Bei Märklin waren jedoch die Schienen separat auf die Blechböschung aufgelascht, während die Binggleise einfach aus dem Böschungsteil herausgeprägt waren, also Schienen und Böschung aus einem einzigen Blechteil geprägt waren.
1938 trat American Flyer mit einem umfangreichen Spur-H0-Programm mit einem Böschungsgleis, das von Anfang an eine Modellspurweite von 16,5 mm hatte, auf den Markt. American Flyer verwendete von Anfang für die Modellspurweite von 16,5 mm den Begriff der Spur H0.
Mit der Einführung des Pappschwellengleises im Jahr 1953 vergrößerte auch TRIX Express die Spurweite von 16,0 mm auf 16,5 mm. Damit war auch in Kontinentaleuropa der Weg frei für eine einheitliche Festlegung der Spur H0 in der erstmals 1958 erschienen Norm NEM 012 Maßstäbe und Nenngrößen, deren Inhalt heute Gegenstand der Norm NEM 010 Maßstäbe, Nenngrößen, Spurweiten ist.

### Spur H0m, Spur H0e und Spur H0f

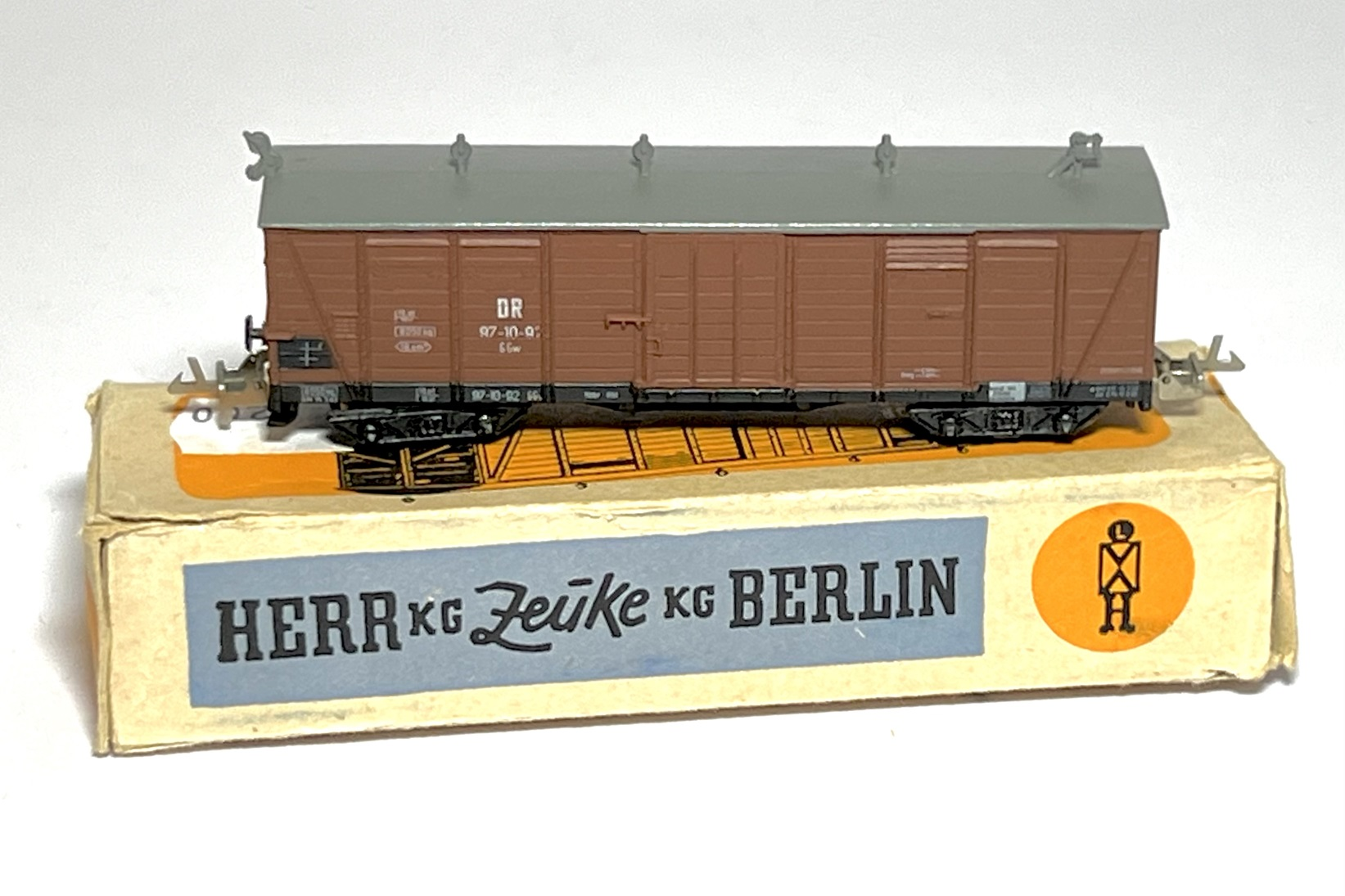
Gedeckter Schmalspur-Güterwagen der Spur H0m

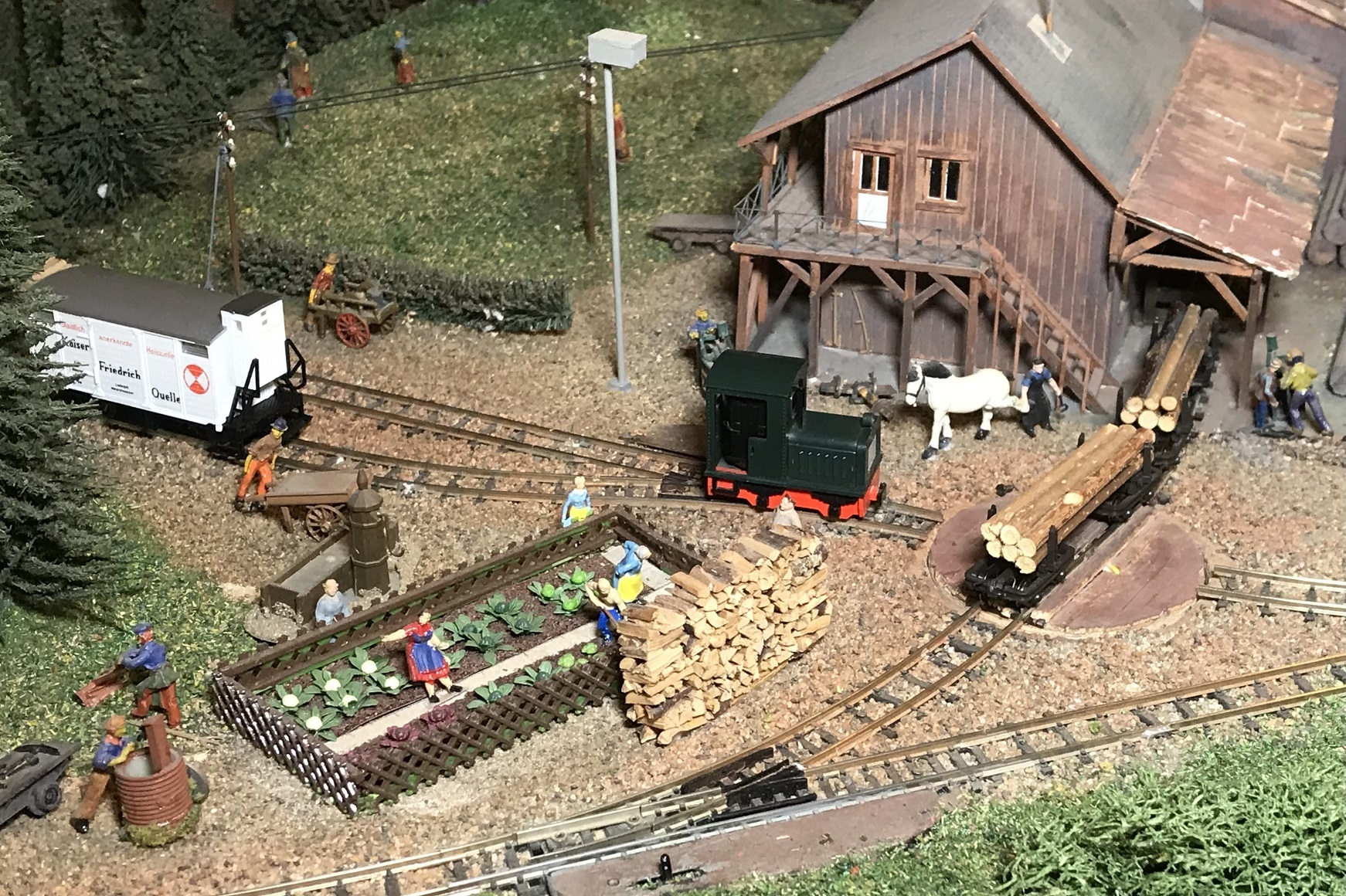
Links und im Bildzentrum, Egger-Bahn-Fahrzeuge, auf einer privaten Spur H0e Anlage

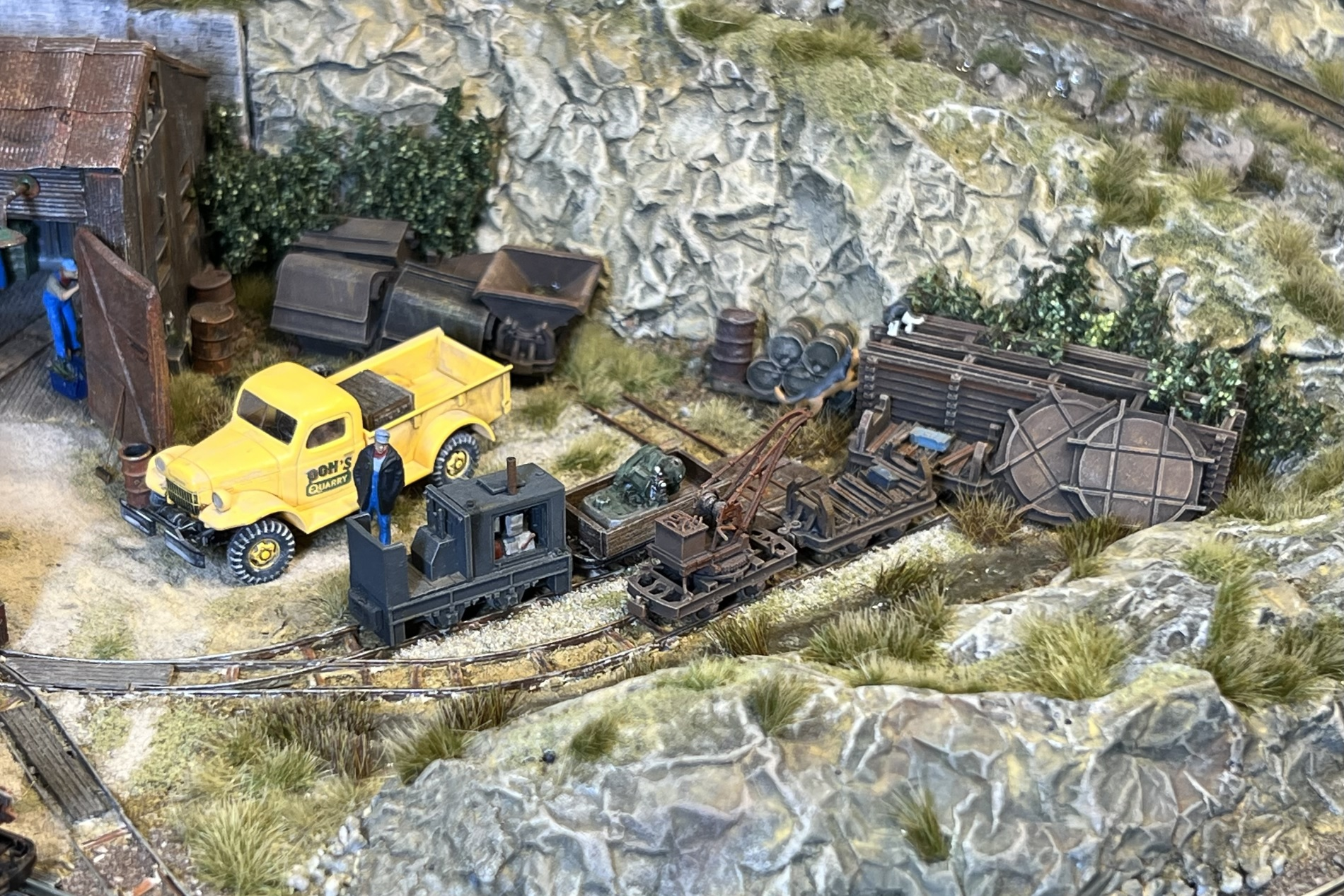
Ausschnitt aus der Spur H0f Kleinanlage Don's Quarry Sand Mining

Ende der 1950er Jahre entwickelt die Firma Herr gemeinsam mit dem Konstrukteur Gerhard Walter ein sächsischer Schmalspurbahnzug, der beim Vorbild auf Gleisen mit einer Vorbild-Spurweite von 750 mm verkehrt, mit einer Lok der Baureihe VI K, einer Tenderlokomotive, in der Nenngröße H0 und brachte diese Anfang der 1960er Jahre in Form einer Gemeinschaftsproduktion mit der Firma Zeuke & Wegwerth, kurz Zeuke, auf den Markt. Dabei wurde geschickt auf die vorhandenen Gleise der Spur TT der Firma Zeuke mit der Modell-Spurweite von 12 mm zurückgegriffen. Anfänglich wurde die Schmalspurbahn als Schmalspurbahn auf 12 mm Gleisen bezeichnet. Erst später wurde diese Modell-Spurweite der Spur H0m zugeordnet. Zeuke stellte damals kein spezifisches Spur H0m Gleis her.
Anlässlich der Nürnberger Spielwarenmesse 1963 wurde die Egger-Bahn in der Spur H0e lanciert. Die Firma Egger, durch einen externen Investor sehr rasch ein Großserienhersteller geworden, stellte für die eher spielzeughaft wirkende Schmalspurbahn von Anfang an ein eigenes Feldbahn-Gleis in der Modellspurweite von 9 mm her.
Damit waren nur wenige Jahre nach dem Erscheinen der Spur TT und der Spur N in Europa entsprechende Schmalspurbahnen mit denselben Modellspurweiten von Großserienherstellern für die Nenngröße H0 auf dem Markt. Viele Kleinserienhersteller ergänzten bis in die heutige Zeit das entsprechende Angebot. Ab 1976 wurden die Spur H0m und Spur H0e durch die Produkte der Firma BEMO Modelleisenbahnen populär. Die Großserienhersteller Jouef, aber vor allem Roco und Liliput, tragen mit den Modelleisenbahnprodukten für die Spur H0e das Ihrige dazu bei, die letzten beiden bis in die heutige Zeit.
2012 führt Busch zusätzlich zu seinem Modelleisenbahn- und Modellbau-Zubehör-Programm als Großserienhersteller eine voll funktionsfähige Feldbahn in der Spur H0f für die Modellspurweite von 6,5 mm ein.
Schmalspurbahn-Fahrzeugmodelle werden mit Stand 2022 in der Regel auf den dazugehörenden Schmalspurbahngleisen mit der korrekten Modellspurweite entsprechend der Spur H0m, Spur H0e und Spur H0f betrieben. Das war nicht immer so und ist es auch in vielen Fällen heute noch nicht. So fahren viele Feldbahnen in der Nenngröße H0 auf Gleisen der Spur H0e statt Spur H0f. Auch ist es üblich, dass Fahrzeugmodelle nach einem Vorbild, das auf Meterspur fährt, auf Gleisen der Spur H0e statt H0m eingesetzt werden, und sogar auf Gleisen der Spur H0. So stellt mit Stand 2022 BEMO Modelleisenbahnen schon seit einigen Jahren auf vielfachen Kundenwunsch ausgewählte Fahrzeuge der Rhätischen Bahn (RhB) und Matterhorn Gotthard Bahn für die Spur H0 her, damit die entsprechenden Kunden bekannte Züge wie den Bernina Express oder den Glacier Express auch auf ihren bestehenden Normalspurgleisen einsetzen können, ohne gleich ein ergänzendes Schmalspurbahnnetz in ihre Modelleisenbahnanlage integrieren zu müssen.

### Marktstellung heute
Die Nenngröße H0 ist heute die am weitesten verbreitete Nenngröße. In Deutschland hat sie um 2007 einen Marktanteil von etwa 70 %.

## Spurweiten

### Kontinentaleuropa
Für die Nenngröße H0 sind im Maßstab 1:87 in den Normen Europäischer Modellbahnen (NEM) die folgenden Modell-Spurweiten festgelegt:
| Spur | Bezeichnung | Modell-Spurweite | Vorbild-Spurweite (Auswahl)          | Verwendung bei Vorbild-Spurweiten |
| ---- | ----------- | ---------------- | ------------------------------------ | --------------------------------- |
| H0   | Normalspur  | 16,5 mm          | 1435 mm                              | von 1250 mm bis < 1700 mm         |
| H0m  | Meterspur   | 12,0 mm          | 0900 mm, 950 mm, 1000 mm und 1067 mm | von 0850 mm bis < 1250 mm         |
| H0e  | Schmalspur  | 09,0 mm          | 0750 mm, 760 mm und 800 mm           | von 0650 mm bis < 0850 mm         |
| H0f  | Feldbahn    | 06,5 mm          | 0500 mm und 600 mm                   | von 0400 mm bis < 0650 mm         |
| H0p  | Parkbahn    | 04,5 mm          | 0381 mm                              | von 0300 mm bis < 0400 mm         |

### Nordamerika
Für die Nenngröße H0 sind im Maßstab 1:87 in den Normen der National Model Railroad Association (NMRA) die folgenden Modell-Spurweiten festgelegt:
| Spur               | Bezeichnung | Modell-Spurweite | Vorbild-Spurweite                |
| ------------------ | ----------- | ---------------- | -------------------------------- |
| H0                 | Normalspur  | 16,5 mm          | 1435 mm (4 Fuß 8 1⁄2 Zoll)       |
| H0n3 1⁄2 *         | Kapspur     | 12,0 mm          | 1067 mm (3 1⁄2 Fuß)              |
| H0n3 *             | Schmalspur  | 10,5 mm          | 0914 mm (3 Fuß)                  |
| H0n2 1⁄2 (H0n30) * | Schmalspur  | 09,0 mm          | 0762 mm (2 1⁄2 Fuß bzw. 30 Zoll) |
| H0n2               | Schmalspur  | 07,0 mm          | 0610 mm (2 Fuß)                  |

## Hersteller (Auswahl)

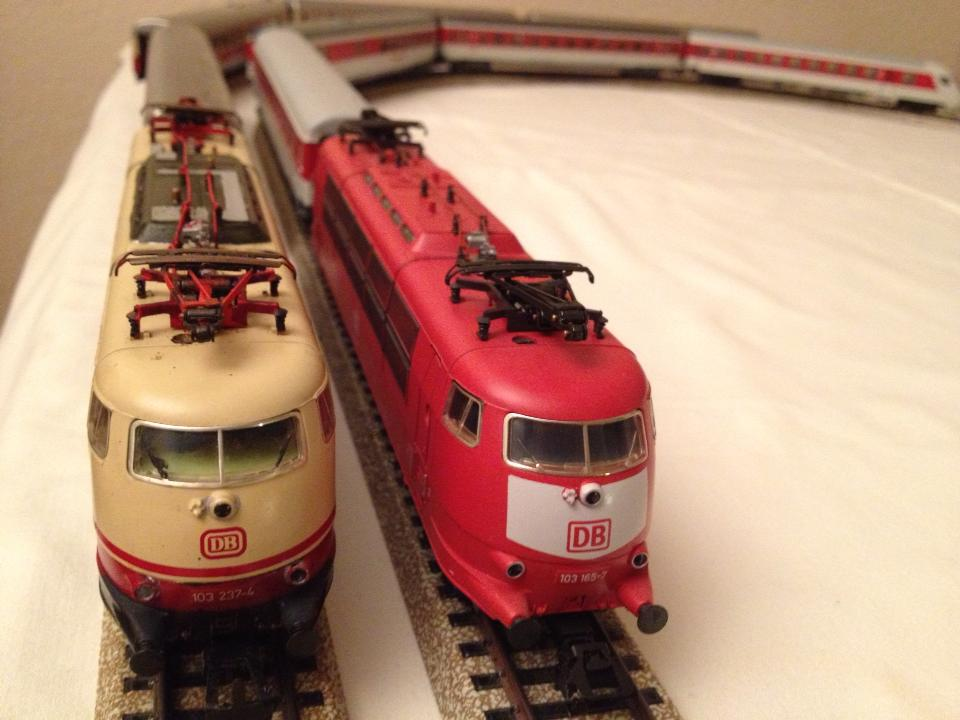
Märklin-H0-Modelle der BR 103

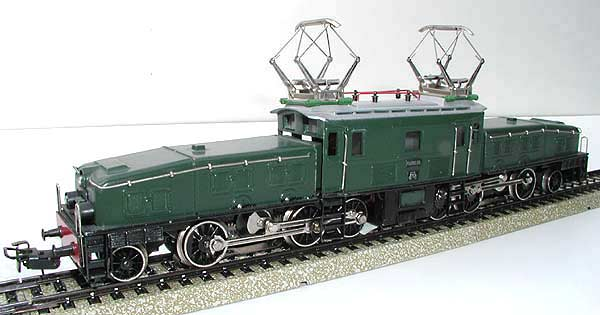
Märklin-H0-Krokodil von 1959

### Große internationale Hersteller und Markennamen
- Märklin mit den Markennamen Märklin, TRIX und LGB (ehemals auch HAMO und Primex)
- Hornby mit den Markennamen Hornby, Rivarossi, Lima, Jouef, Electrotren und MKD (Zubehör)
- Modelleisenbahn Holding mit den Markennamen Roco und Fleischmann (bis 2019)
- Piko
- Bachmann mit dem Markennamen Liliput
- Zubehörhersteller Auhagen, Brawa, Brekina, Busch, Faller, Herpa, Kibri, Noch, Preiser, Viessmann, Vollmer (bis 2014) und Wiking
- Frateschi (Brasilien), einziger relevanter Modelleisenbahn-Vollsortimenthersteller in Südamerika

### Kleinere länderspezifische Hersteller und Markennamen
- Tillig (Deutschland), vor allem bekannt als Hersteller in Nenngröße TT
- Brawa (Deutschland)
- Gützold (Deutschland), Insolvenz 2014, 2017 von fischer-modell wiederbelebt
- Heris (Deutschland)
- HAG (Schweiz)
- Ibertren (Spanien)
- NMJ (Norwegen)

ehemalige:
- Röwa (Deutschland)
- Schicht / Sachsenmodelle (Deutschland), 2001 übernommen von Tillig
- Kleinbahn (Österreich), 1947 bis 2021
- Klein Modellbahn (Österreich), 1984 bis 2010

### Hersteller und Markennamen mit maßgebendem Beitrag für die Nenngröße H0
- TRIX und Märklin (damalige Spur 00, heutige Spur H0)
- ADE und Röwa, später Roco, detaillierte Fahrzeugmodelle für die Spur H0
- Egger-Bahn (Spur H0e)
- BEMO (Spur H0m), detaillierte Fahrzeugmodelle für die Spur H0m und Spur H0e
- Peco (Gleismaterial)

## Gleissysteme der Spur H0
Innerhalb der Nenngröße H0, bei der Spur H0, existieren primär drei elektrische Gleissysteme, die unterschieden werden: Das Zweischienen-Zweileiter-Gleissystem, das Dreischienen-Zweileiter-Gleissystem und das Dreischienen-Dreileiter-Gleissystem. Außerdem gibt es für mit Batterie betriebene Lokomotiven Zweischienen-Gleissysteme mit Schienen aus Kunststoff.
Heute konkurrieren primär zwei Gleissysteme, das eher vorbildnähere Zweischienen-Zweileiter-Gleissystem, umgangssprachlich als Zweileiter-Gleichstromsystem bezeichnet, mit dem wohl betriebssichereren Dreischienen-Zweileiter-Gleissystem, umgangssprachlich als Dreileiter-Wechselstromsystem, Mittelleiter-Wechselstrom-Gleissystem oder Mittelleiter-Gleissystem bezeichnet, wobei sich in den deutschsprachigen Ländern die beiden Gleissysteme in etwa die Waage halten.

## Maßstabsabweichungen

### Längenmaßstab

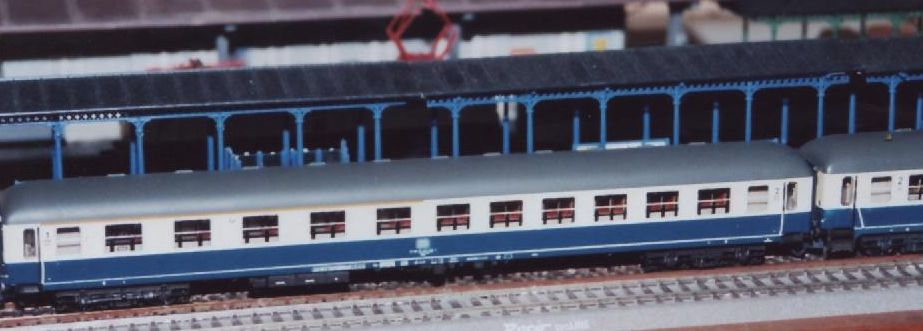
Modell eines ABm^{225} des Modelleisenbahnherstellers Roco in maßstäblicher Länge

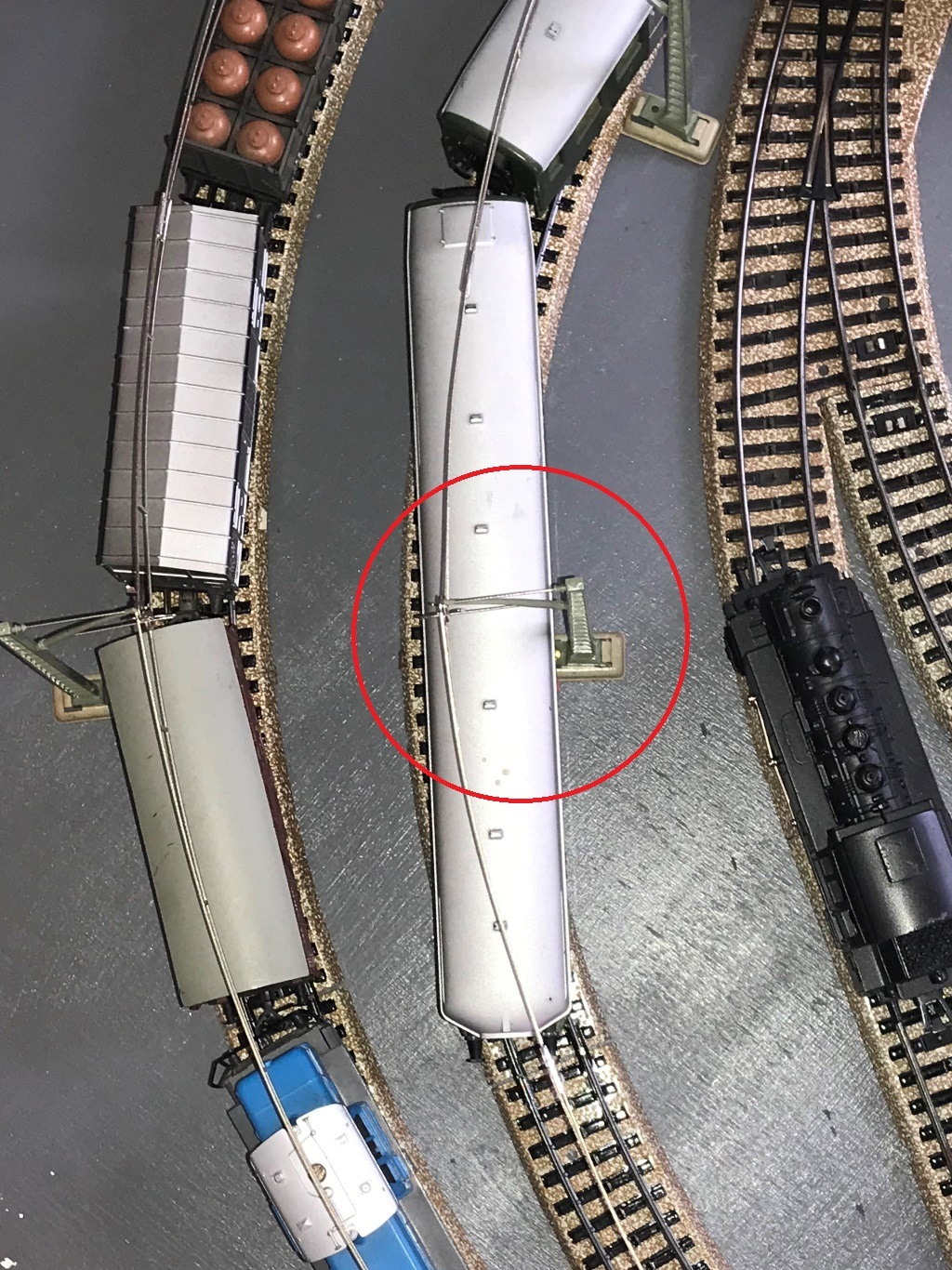
Trotz des in der Länge verkürzten Kleinbahn-Steuerwagens besteht eine Kollisionsgefahr im Bereich des Oberleitungsmasten in einer Kurve mit einem Radius von 360 mm auf einer Heimanlage

Triebfahrzeuge (Lokomotiven), Triebzüge, Reisezugwagen und Güterzugwagen werden Heute von den meisten Herstellern im Längenmaßstab von 1:87 hergestellt. Reisezugwagen mit einer Vorbildlänge von etwa 24 Metern oder mehr sind im Premiumsegment meist im Längenmaßstab von 1:87 gehalten. Je nach Hersteller und Preissegment werden aber auch in der Länge verkürzte Modelle angeboten, beispielsweise im Längenmaßstab von 1:93,5. In Einsteigersortimenten ist der Längenmaßstab von 1:100 nach wie vor verbreitet. Maßstäblich lange Reisezugwagen für die Spur H0 lassen sich bereits im Jahre 1960 nachweisen, als der französische Modelleisenbahnhersteller JEP die DEV-Reisezugwagen der französischen Staatsbahnen (SNCF) in maßstäblicher Länge herstellte.
Ein üblicher moderner Reisezugwagen ist im Vorbild 26,4 m lang und hat im Maßstab 1:87 eine Länge von 303 mm. Da der kleinste Radius der meisten H0-Gleissysteme gerade einmal 360 mm beträgt, ergeben sich bei diesen Modellen sehr große seitliche Überhänge, die zum einen als unschön gelten und zum anderen bei der Anlagengestaltung freigehalten werden müssen (siehe Bild rechts). Zusätzlich reduziert die Verkürzung die Gesamtlänge des Zuges, so dass unter Umständen mehr Wagen auf der Anlage untergebracht werden können.
Der sogenannte Längenmaßstab wurde Anfang der 1970er Jahre zunächst überwiegend auf 1:100 festgelegt, was eine bei den üblichen UIC-X-Wagen eine Länge von 264 mm ergibt. Reisezugwagen, die bereits im Maßstab 1:87 unter dieser Länge bleiben, werden seitdem unverkürzt angeboten. Zuvor waren so gut wie alle Modelle uneinheitlich und meist noch deutlich stärker verkürzt worden. Etwa zehn Jahre später fingen erste Hersteller an, Modelle in voller Länge zu produzieren.
Seit Ende der 1980er Jahre führte unter anderem Fleischmann einen Zwischenmaßstab von 1:93,5 ein, der vom Markt sehr zwiespältig aufgenommen wurde, ebenso als Mitte der 2000er-Jahre der Marktführer Märklin nachzog. Der krumme Längenmaßstab entsteht aus der maßstäblichen Länge von UIC-Y-Wagen, die bei einer Vorbildlänge von 24,5 Metern eine Modelllänge von 282 mm aufweisen. Einzelne Wagen haben zudem leicht hiervon abweichende Maßstäbe.

### Weitere Abweichungen
Das Bestreben, die Modelle so maßstäblich wie möglich auszuführen, hat bei den handelsüblichen Systemen seine Grenzen im Bereich der Räder und Schienen. Die handelsüblichen Modelle von Fahrzeugen weisen Räder auf, die zu breit sind und zu hohe und zu dicke Spurkränze besitzen. Bei den Schienen führt dies teilweise zu unmaßstäblichen Gleisprofilen; bei den Weichen und Kreuzungen lassen deren breite Herzstücklücken an Modelltreue zu wünschen übrig. Auch bei den Fahrzeugmodellen resultieren Maßstabsverzerrungen oft aus den Unmaßstäblichkeiten im Rad-Schiene-System.
Um auch im Rad-Schiene-Bereich zu maßstäblichen Modellen zu kommen, begann eine Minderheit an Modelleisenbahnern – zunächst in Großbritannien und seit Mitte der 1990er Jahre auch in den USA und Europa – mit der Entwicklung exakt maßstäblicher Räder und Weichen unter dem Begriff Proto87 bzw. P87. In Deutschland wurde diese Entwicklung unter dem Namen H0pur vorangetrieben.

### Indische Breitspur
Um die indische Breitspur mit 1676 mm einigermaßen korrekt im Maßstab nachzubilden, produziert der indische Hersteller The Pink Engine seine Lokomotiven und Wagen für H0 im Maßstab 1:100.

## Besonderes
In Nordamerika wie auch im Vereinigten Königreich wird für die Bezeichnung der Nenngröße oder der Spur H0 meist der Buchstabe O statt der Ziffer 0 verwendet. In Kontinentaleuropa wird der Begriff Spur HO anstelle Spur H0 öfters zur visuellen Abgrenzung verwendet.
Für die Schmalspurbahnen ist die Bezeichnung im Vereinigten Königreich uneinheitlich. In diesem Artikel wird die Schreibweise einheitlich wie folgt angewendet: H0 für die Nenngröße, Minuszeichen für die Trennung zur Modell-Spurweite, Komma als Trennzeichen der Dezimalstelle in der Zahl der Modell-Spurweite. Beispiel: H0-9.